# Gütergemeinschaft (Ehe)
Bei der Gütergemeinschaft handelt es sich um einen Güterstand, der bei manchen Ehen und eingetragenen Partnerschaften zur Anwendung kommt. Sie ist ursprünglich im kontinentaleuropäischen Rechtskreis beheimatet, findet sich neuerdings aber auch in manchen vom angloamerikanischen Common law geprägten Rechtsordnungen. 
Es wird zwischen der allgemeinen Gütergemeinschaft, der Gütergemeinschaft auf den Todesfall und verschiedenen Formen der beschränkten Gütergemeinschaft (Errungenschaftsgemeinschaft, Fahrnisgemeinschaft) unterschieden. Wird nur von Gütergemeinschaft gesprochen, ist in aller Regel die allgemeine gemeint.
Prägend für die Gütergemeinschaft ist, dass das Vermögen der beiden Partner grundsätzlich gemeinschaftliches Vermögen der beteiligten Partner ist. Dies findet seine Begründung in der Überlegung, dass das gemeinschaftliche Vermögen Ausdruck der zumindest theoretisch genau gleichen Anteile beider an der Gründung und dem weiteren Funktionieren der Familie ist.

## Deutschland
Die Gütergemeinschaft ist nach deutschem Familienrecht ein vertraglicher Güterstand zwischen Eheleuten (vgl. § 1415 BGB). Auf Lebenspartner fanden die Regelungen über die Gütergemeinschaft entsprechende Anwendung (§ 7 LPartG). 

### Geschichtliche Entwicklung
Vor Inkrafttreten des Bürgerlichen Gesetzbuchs (BGB) war die Gütergemeinschaft gesetzlicher Güterstand in Ost- und Westpreußen, Westfalen und vielen Teilen Norddeutschlands und Bayerns.
Vom Inkrafttreten des BGB am 1. Januar 1900 bis zum 30. Juni 1958 konnte die Gütergemeinschaft als Wahlgüterstand in ganz Deutschland durch Ehevertrag vereinbart werden, und zwar in Form der fortgesetzten Gütergemeinschaft. Bei ihr fällt der Anteil des erstversterbenden Ehegatten an die ehegemeinschaftlichen Kinder, so dass die Gütergemeinschaft vom überlebenden Ehegatten mit den Kindern fortgesetzt wird. Der überlebende Ehegatte hat das Verwaltungsrecht (daher: „Witwenherrschaft“). Wollte man die Fortsetzung der Gütergemeinschaft mit den Kindern nicht, musste die Fortsetzung bis 1958 im Ehevertrag ausdrücklich ausgeschlossen werden. Seit dem 1. Juli 1958 wurde dieses Regel-Ausnahmeverhältnis umgekehrt. Seitdem führt die Vereinbarung von Gütergemeinschaft automatisch zur einfachen Gütergemeinschaft, bei welcher der Anteil des erstversterbenden Ehegatten in dessen Nachlass fällt und vererbt wird.
Die Gütergemeinschaft als vertraglicher Güterstand ist heute eher selten geworden. Man trifft sie vor allem im süddeutschen Raum an (Bodenseeraum, Schwarzwald). Der Regel-Güterstand ist heute der seit dem 1. Juli 1958 geltende gesetzliche Güterstand der Zugewinngemeinschaft, der gilt, sofern die Ehegatten nichts Abweichendes vereinbart haben.

### Begründung
Der Güterstand der Gütergemeinschaft wird durch notariell beurkundeten Ehevertrag vereinbart. 

### Die verschiedenen Vermögensmassen
Eigentümlich für die Gütergemeinschaft ist, dass das Vermögen der Eheleute in bis zu fünf voneinander getrennte Vermögensmassen zerfällt. Das Gesamtgut ist das Vermögen, das den Eheleuten gemeinsam zur gesamten Hand zusteht. Darüber hinaus hat jeder Ehegatte noch Vorbehaltsgut und Sondergut. 
Durch die Gütergemeinschaft wird das Vermögen der Eheleute grundsätzlich vollständig gemeinschaftliches Vermögen beider Ehepartner (Gesamtgut). Damit werden auch für die ausschließlich zum persönlichen Gebrauch eines Ehegatten bestimmten Sachen, wie Haushaltsgegenstände, Schmuck und Arbeitsgeräte, Gesamtgut. Gesamtgut wird sowohl das Vermögen, welches die Verlobten vor Eheschließung hatten, als auch das Vermögen, welches die Ehegatten während der Ehe erwirtschaften. Auch dasjenige, was die Ehegatten durch ihre Arbeit oder durch den selbständigen Betrieb eines Erwerbsgeschäftes erlangen, fällt somit dem Gesamtgut an. 
Vorbehaltsgut sind diejenigen Gegenstände aus dem Vermögen eines Ehegatten, die durch Ehevertrag für Vorbehaltsgut erklärt sind. Vorbehaltsgut ist auch, was einem Ehegatten von Todes wegen oder unter Lebenden von einem Dritten unentgeltlich zugewendet wird, wenn der Erblasser durch letztwillige Verfügung, der Dritte bei der Zuwendung bestimmt hat, dass der Erwerb Vorbehaltsgut sein solle. Was ein Ehegatte als Ersatz für die Zerstörung, Beschädigung oder Entziehung eines zum Vorbehaltsgut gehörenden Gegenstandes (→Surrogation) auf Grund eines zu seinem Vorbehaltsgut gehörenden Rechts (v. a. Sach- und Rechtsfrüchte) oder durch Rechtsgeschäft erwirbt, das sich auf das Vorbehaltsgut bezieht, fällt auch seinem Vorbehaltsgut an. 
Zum Sondergut zählen die Gegenstände eines Ehegatten, die nicht durch Rechtsgeschäft übertragen werden können (höchstpersönliche Rechte, z. B. ihm zustehende beschränkte persönliche Dienstbarkeiten).

### Verwaltung des Vermögens
Im Ehevertrag soll geregelt werden, wie das Gesamtgut verwaltet wird (durch einen der beiden Ehegatten oder durch beide). Wird nichts geregelt, so verwalten die Ehegatten das Gesamtgut gemeinschaftlich. Bis 1953 oblag die Verwaltung des Gesamtgutes nur dem Mann. 
Die Verwaltung hat ordnungsgemäß zu erfolgen. Der verwaltende Ehegatte hat den anderen Teil zu unterrichten und auf Verlangen über den Stand der Verwaltung Auskunft zu erteilen. Erfolgt die Verwaltung des Gesamtgutes durch einen Ehegatten, steht dem Verwalter in Ansehung der zum Gesamtgut gehörenden Gegenstände ein Recht zum Besitz zu. Der Verwalter hat umfangreiche Verfügungsbefugnis über die Gegenstände des Gesamtgutes. Ausnahmen gelten etwa bei der Verfügung über das Gesamtgut im Ganzen oder über Grundstücke, die zum Gesamtgut gehören. Der materiellen Verfügungsbefugnis entspricht die Befugnis zur Prozessstandschaft bei Rechtsstreitigkeiten, die sich auf das Gesamtgut beziehen. Eine über die Schlüsselgewalt hinausgehende Vertretungsbefugnis für und gegen den anderen Ehegatten ist dem Verwalter auch in Angelegenheiten des Gesamtgutes allerdings nicht eingeräumt. 
Dagegen verwaltet jeder Ehegatte sein Sondergut und Vorbehaltsgut selbständig. Die Verwaltung des Sonderguts erfolgt auf Rechnung des Gesamtguts, die Verwaltung des Vorbehaltsguts auf eigene Rechnung.

### Aufhebung
Die Gütergemeinschaft endet durch Scheidung oder Tod, kann aber auch durch Ehevertrag aufgehoben werden. Nach der Beendigung setzen sich die Ehegatten über das Gesamtgut auseinander (§ 1471 Abs. 1 BGB). Sofern nicht fortgesetzte Gütergemeinschaft vereinbart wurde, findet die Auseinandersetzung auch mit den Erben statt. Falls vereinbart, wird die Gütergemeinschaft mit den gemeinschaftlichen Abkömmlingen der Ehegatten fortgesetzt (→fortgesetzte Gütergemeinschaft). 
Dritten gegenüber können die im Rahmen des Ehevertrages getroffenen Vereinbarungen in der Regel nur nach Eintragung in das Güterrechtsregister geltend gemacht werden, welches aber abgeschafft ist.

## Österreich
Österreich kennt die Gütergemeinschaft als vertraglichen Wahlgüterstand (§ 1233 S. 2, §§ 1177 f. ABGB).

## Schweiz
Nach dem Schweizer ZGB ist die Gütergemeinschaft ein vertraglicher Güterstand, d. h. die Eheleute müssen ihn in einem Ehevertrag vereinbaren.
Wie in Deutschland sind verschiedene Kategorien von Gütern (Gütermassen) vorhanden: diejenige der Ehegattin, diejenige des Ehegatten und diejenige, welche beiden gemeinsam gehören. Alles, was nicht durch Ehevertrag ausgenommen ist, wird beiden Ehegatten gehörendes Gesamtgut und im Falle der Auflösung der Gütergemeinschaft zwischen ihnen aufgeteilt.

## Andere Staaten

### Belgien
Das belgische Recht kennt die Gütergemeinschaft (frz. communauté universelle, ndl. algehele gemeenschap van goederen) als vertraglichen Wahlgüterstand in verschiedenen Ausprägungen. Zu ihrer Vereinbarung bedarf es eines notariellen Ehevertrages.

### Brasilien
Brasilien kennt die Gütergemeinschaft als comunhão universal de bens.

### Frankreich
In Frankreich bildet seit dem 1. Februar 1966 die Errungenschaftsgemeinschaft (communauté réduite aux acquêts) den gesetzlichen Güterstand (Art. 1400 bis 1491 C.civ.). Das französische Zivilgesetzbuch kennt weitere Formen des Güterstandes mit Gesamtgut als vertragliche Wahlgüterstände (Art. 1497–1526 CC), z. B. die Gütergemeinschaft (communauté universelle), die Ausschlussgemeinschaft (communauté limitée) und die früher gesetzlich Fahrnisgemeinschaft (communauté de meubles et acquêts).

### Guatemala
Auch Guatemala kennt die Gütergemeinschaft als comunidad absoluta.

### Niederlande
In den Niederlanden war die Gütergemeinschaft (gemeenschap van goederen) bis Ende 2017 der gesetzliche Güterstand. Seit dem 1. Januar 2018 werden neue Ehen nicht länger automatisch mit einer vollen Gütergemeinschaft geschlossen, Artikel 1:94 Burgerlijk Wetboek f.f. wurde neu gefasst und eingeschränkt.

### Polen
In Polen ist die Errungenschaftsgemeinschaft der gesetzliche Güterstand. Sie erfasst alle Vermögensgegenstände, die während der Dauer der gesetzlichen Gütergemeinschaft von einem Ehegatten allein oder von beiden gemeinsam erworben werden (z. B. Haushaltsgeräte, Rentenanwartschaften). Im Unterschied zur Gütergemeinschaft nach deutschem Recht werden die bei der Eheschließung bereits vorhandenen Vermögensgegenstände von der Errungenschaftsgemeinschaft nicht erfasst.

### Tschechien
In Tschechien ist die Errungenschaftsgemeinschaft der gesetzliche Güterstand.

### Türkei
Das türkische Recht kennt die Gütergemeinschaft in verschiedenen Arten als vertraglichen Wahlgüterstand (Art. 256–281 ZGB).

### Vereinigte Staaten von Amerika
In den Vereinigten Staaten treffen neun Bundesstaaten Community-Property-Regelungen für den gesetzlichen Güterstand der Errungenschaftsgemeinschaft. Es sind dies Arizona, Kalifornien, Idaho, Louisiana, Nevada, Neumexiko, Texas, Washington und Wisconsin. In einigen Südstaaten wurde diese amerikanische Errungenschaftsgemeinschaft aus dem mexikanischen Recht übernommen (heute sociedad conyugal, älter sociedad de gananciales). Die Gütergemeinschaft ist unbekannt außer in Louisiana.

## Belege
1. ↑  Übersicht zum Güter- und Erbrecht Belgiens der Notarakademie Baden-Württemberg (Memento des Originals vom 29. September 2007 im Internet Archive)  Info: Der Archivlink wurde automatisch eingesetzt und noch nicht geprüft. Bitte prüfe Original- und Archivlink gemäß Anleitung und entferne dann diesen Hinweis. (PDF; 25 kB)
2. ↑  Übersicht zum Güter- und Erbrecht der Niederlande der Notarakademie Baden-Württemberg (Memento vom 29. September 2007 im Internet Archive) (PDF; 31 kB)
3. ↑  Länderbericht Niederlande 2004–2006 (Memento vom 28. September 2007 im Internet Archive)
4. ↑  Wet van 24 april 2017 tot wijziging van Boek 1 van het Burgerlijk Wetboek en de Faillissementswet teneinde de omvang van de wettelijke gemeenschap van goederen te beperken. Staatsblad van het Koninkrijk der Nederlanden, 11. Mai 2017.